# سولبین گورنه
سولبین گورنه (به لهستانی:  Sulbiny Górne) یک روستا در لهستان است که در گمینا گاروولین واقع شده‌است. سولبین گورنه ۱٬۵۰۰ نفر جمعیت دارد.